# Herskovits Ferenc
Herskovits Ferenc (Zazár, 1902. december 31. – Bukarest, 1935. június 4.) orvos, szakíró, publicista, író. Herskovits Jenő és Izidor öccse.

## Életpályája
A nagybányai gimnázium elvégzése után orvosi oklevelét a kolozsvári egyetemen nyerte (1926). A bukaresti Sanatorul Centralban, később a galaci Zsidó Kórházban dolgozott. Az 1930-as évek elején megszervezte a zilahi állami kórház radiológiai osztályát, majd visszatért Bukarestbe, ahol A. Dokk fedőnévvel a marxizmus oktatójaként kapcsolódott be a munkásmozgalomba, s románul is, magyarul is megjelenő marxista kézikönyvet szerkesztett.
Szakmunkája: Az ultra-viola sugarak az orvostudomány szolgálatában (Kolozsvár 1929); A diathermiáról című munkája (Kolozsvár 1929) az Orvosi Szemle kiadásában jelent meg; társszerzője az Izidor és Jenő testvéreivel közösen írt román nyelvű röntgenológiai tankönyvnek (Kolozsvár 1933) s a hasüregi szervek röntgendiagnosztikájáról szóló szakmunkának (Kolozsvár 1937).
Szépirodalmi munkásságot is kifejtett. Ádám Ferenc írói álnév alatt jelent meg Dániel című regénye (Kolozsvár 1930), melyben a tudományos-fantasztikus irodalom módszerével rajzol meg egy jövendőbeli antikapitalista közös zsidó–arab államot. Román nyelvű publicisztikáját Doctorul álnévvel jegyezte.

## További irodalom
- [Kohn Hillel]: Orvos és marxista tudós. Igazság 1968. júl. 21.
- Veress Pál: Holnap indulok Hozzád. Egy ifjúmunkás élete. 1977. 122.